# Moscsena
Moscsena (ukránul: Мощена) község Ukrajna nyugati részén, a Volinyi terület Koveli járásában. Lakossága 2010-ben 581 fő. A település 1543 jött létre.